# Śląskowo
Śląskowo – wieś w Polsce, położona w województwie wielkopolskim, w powiecie rawickim, w gminie Jutrosin.

## Podział wsi
| SIMC    | Nazwa  | Rodzaj     |
| ------- | ------ | ---------- |
| 0371179 | Dębina | przysiółek |

W latach 1975–1998 miejscowość administracyjnie należała do województwa leszczyńskiego.

## Historia
Miejscowość pierwotnie związana była z Wielkopolską. Ma metrykę średniowieczną i istnieje co najmniej od końca XIII wieku. Wymieniona po raz pierwszy w 1284 (wg kopii z 1555) pod nazwą Slescowo, 1404 Slanszcovo, 1419 Slanskowo, Slanszkowo, 1439 Slanszcouo, 1449 Sląschcowo, Slaschcowo, 1469 Slaszkowo, 1489 Sylaskowo, Sylaschkowo, 1507 Slyanscowo, 1521 Slyaskowo, 1523 Slyaszkowo, 1530 Sluskovo, 1563 Szlyaszkowo, 1565 Szliąskowo, 1581 Sliąskowo.
Miejscowość była wsią rycerską, a później szlachecką należącą do lokalnej szlachty wielkopolskiej – Pasikoni, Pogorzelskich, Jastrzębskich. W 1469 miejscowość leżała w powiecie kościańskim Korony Królestwa Polskiego. W 1510 należała do parafii Dupin.
Okolice wsi zasiedlone były jednak wcześniej niż odnotowały to historyczne dokumenty. Na południowy wschód od wsi archeolodzy znaleźli naczynia oraz cmentarzysko szkieletowe, a w nim ostrogi żelazne oraz miecz datowane na IX-XIII wiek.
Miejscowość zasadzona została na prawie polskim. W 1284 książę wielkopolski Przemysł II zezwolił komesowi Szczepanowi kasztelanowi krobiańskiemu, synowi Szczedrzyka, na przeniesienie z prawa polskiego na prawo niemieckie wszystkich należących do niego wsi, w tym m.in. Śląskowa ze źrebem Rozkochowa, Osieka, Domasławic, Podrzecza, Jerki oraz Świn nadając im immunitet ekonomiczny i sądowy.
W 1404 Frycz Jutroski właściciel Jutrosina w powiecie pyzdrskim był w sporze o własność wsi z Tomaszem Kromnowo Domaradzkim z Domaradzic k. Śmigla. Dowodził przed sądem, że on oraz jego ojciec posiadali dziedziny Śląskowo i Domaradzice, poczynając od uroczyska i rzeki Orli aż do grobli w Konarach na co przedstawiał dokumenty. W 1419 odnotowany został kolejny spór Jerzego Gąski ze Śląskowa pochodzącego ze śląskiego rodu Gąsków ze Smolna koło Oleśnicy. Pozwany on został przez Bartosza oraz Jana synów zmarłego Frycza Jutroskiego. Przed sądem Gąska dowodził, że nie ma we wsi żadnej własności, natomiast Jutroscy utrzymywali, że ma zapisane sumy na Śląskowie.
W 1449 Jadwiga żona Mikołaja Pasikonia została pozwana przez braci niedzielnych Mikołaja oraz Bartosza z Jutrosina o dziedzinę Śląskowo. Sąd uznał jej prawo bliższości do wsi. W 1469 Klara wdowa po Wojciechu Wojsławie z Gryżyny, dziedziczka w Grąbkowie, zapisała magistrowi Janowi Pieczowi oraz jego matce Jadwidze 8 florenów czynszu rocznego na połowach wsi Grąbkowo i Śląskowo z zastrzeżeniem prawa wykupu za 100 florenów. W 1470 dziedziczka wsi Barbara córka Władysława sprzedała swojemu bratu Mikołajowi wszystkie swoje dobra po rodzicach, tj. Grąbkowo, Śląskowo, Golejewo i 1/4 Stwolna za sumę 400 grzywien.
W latach 1448–1523 właścicielami wsi byli synowie Jadwigi Dobrogost oraz Wawrzyniec Pasikonie. W 1488 bracia dokonali podziału dóbr i Dobrogost otrzymuje połowy Grąbkowa, Śląskowa i Golejewa oraz 1/3 Stwolna oraz całe Masłowo. W 1489 jego brat Wawrzyniec Pasikoń zrezygnował z dóbr odziedziczonych po rodzicach we wsiach Konarskie, Śląskowo, Chlebowo, Masłowo, Grąbkowo, Golejewo i Stwolno zachowując dla siebie Wieszczyczyn oraz 2 stawy i młyn w Chlebowie. W 1489 Dobrogost Pasikoń sprzedał połowę Śląskowa Maciejowi Jastrzębskiemu z Łowęcic w powiecie pyzdrskim z zastrzeżeniem prawa wykupu za 200 grzywien.
Miejscowość odnotowały historyczne rejestry podatkowe. W 1510 wieś miała 12 łanów, w tym 2 łany sołeckie. Właścicielami po połowie byli Dobrogost Pasikoń oraz Andrzej Ramsza z Zimnej Wody. Dobrogost miał 6 łanów osiadłych oraz karczmę leżącą na 3/4 łana, a Andrzej 5 łanów osiadłych oraz jeden łan opuszczony. Sołectwo liczyło 2 łany i należało do obu właścicieli. W latach 1530–1581 odnotowano pobór ze wsi. W 1530 od 5 łanów, a w 1563 od 15 łanów oraz od karczmy dorocznej. W 1581 pobrano podatki od 6 łanów oraz od 4 zagrodników.
W 1581 wieś odnotowana jako Sliąskowo położona była w powiecie kościańskim województwa poznańskiego w Rzeczypospolitej Obojga Narodów.
W wyniku II rozbioru Rzeczypospolitej w 1793, miejscowość przeszła w posiadanie Prus i jak cała Wielkopolska znalazła się w zaborze pruskim. W okresie Wielkiego Księstwa Poznańskiego (1815-1848) miejscowość wzmiankowana wówczas jako Szląskowo należała do wsi większych w ówczesnym pruskim powiecie Kröben (krobskim) w rejencji poznańskiej. Szląskowo należało do okręgu jutroszyńskiego tego powiatu i stanowiło – wraz ze wsią Dembina (10 osób w jednym domu) – odrębny majątek, którego właścicielem był wówczas (1846) Edmund Raczyński. Według spisu urzędowego z 1837 roku wieś liczyła 225 mieszkańców, którzy zamieszkiwali 24 dymy (domostwa).

## Znane osoby
- Ksawery Liske – historyk, profesor Uniwersytetu we Lwowie, twórca lwowskiej szkoły historycznej, założyciel oraz pierwszy prezes Polskiego Towarzystwa Historycznego

- w 1913 urodził się Teofil Zawieja OFM – polski kapłan, franciszkanin, prowincjał.